# Araneus circellus
Araneus circellus este o specie de păianjeni din genul Araneus, familia Araneidae, descrisă de Song și Zhu în anul 1992. Conform Catalogue of Life specia Araneus circellus nu are subspecii cunoscute.